# Italiens damlandslag i innebandy
Italiens damlandslag i innebandy representerar Italien i innebandy på damsidan.

## Historik
Laget spelade sin första landskamp under världsmästerskapet 2003 i Finland, och förlorade med 2-4 mot Danmark.

### Fotnoter
1. ↑  ”International Floorball Federation”. http://www.floorball.org/default.asp?sivu=5&alasivu=85&kieli=826. Läst 22 augusti 2011.